# Фигуристка Некрасова Елизавета

Фигуристка Елизавета Некрасова исполняет вращение либела в позиции «кольцо»

В сезоне 24/25 Некрасова Елизавета представляла Спортивную Школу Олимпийского Резерва «Маршал» в калужской области и за её пределами с произвольной программой «Super Lady». Она восхищала артистизмом и навыками катания судей и зрителей весь сезон.
Заняла 1 место в 3 юношеском разряде среди своей возрастной категории на «Первенстве Боровского района по фигурному катанию на коньках» в Балабаново 23 мая 2025 года. Набрала баллов.
Заняла 1 место в 3 юношеском разряде среди своей возрастной категории на соревнованиях по фигурному катанию на коньках «Приз Федерации 2025» 14 марта 2025 года. Набрала баллов.
Заняла 1 место в 3 юношеском разряде среди своей возрастной категории на соревнованиях по фигурному катанию на коньках «Калужское Созвездие 2025» 16 января 2025 года. Набрала баллов.
Заняла 1 место в 3 юношеском разряде среди своей возрастной категории на соревнованиях по фигурному катанию на коньках «Медаль для мамы» 2 марта 2025 года в городе Кондрово.
Заняла 1 место в 3 юношеском разряде среди своей возрастной категории на соревнованиях по фигурному катанию «Шаг Вперёд» в городе Серпухов 24 мая 2025 года. Набрала баллов. 
Заняла 2 место в 3 юношеском разряде среди своей возрастной категории на соревнованиях по фигурному катанию «соревнования памяти тренера Гейер Виктора Адиковича» в городе Обнинск 18 мая 2025 года.
Заняла 2 место в 3 юношеском разряде среди своей возрастной категории на соревнованиях по фигурному катанию в честь Дня Победы в городе Калуга 19 апреля 2025 года, набрав баллов.
Заняла 2 место в 3 юношеском разряде среди своей возрастной категории на первенстве Жуковского района по фигурному катанию на коньках «Маршал-2025» 4 апреля 2025 года, набрав баллов
Так же 9 августа 2025 года получила Благодарственное письмо от Администрации МР «Жуковский Район»
18 декабря 2024 года в СШОР «Маршал» была представлена сказка «Поиск Звезды» автором которой является Некрасова Елизавета. Она, а так же другие фигуристки из её спортивной школы поразили зрителей невероятными и грациозными номерами.